# Muscisaxicola alpinus
La dormilona gris (Muscisaxicola alpinus), también denominada dormilona cenicienta (en Colombia), dormilona del páramo (en Perú y Ecuador) o dormilona gorrillana (en Ecuador), es una especie de ave paseriforme de la familia Tyrannidae perteneciente al numeroso género Muscisaxicola. Es nativa de regiones andinas del noroeste de América del Sur.

## Distribución y hábitat
Se distribuye de forma disjunta y localizada en los Andes centrales y orientales de Colombia; y desde el extremo sur de Colombia hasta el sur de Ecuador. Registros en el norte de Perú pueden ser de esta especie.
Esta especie es considerada localmente bastante común a común en sus hábitats naturales: los matorrales áridos de montaña, los pastizales del páramo, principalmente si son rocosos; también en conjuntos de frailejones Espeletia  o en áreas de vegetación baja entre el límite del bosque y la línea de nieve. Principalmente en altitudes entre 3300 y 4700 m, ocasionalmente más bajo hasta los 800 m.

## Comportamiento
Generalmente busca alimento solitaria o en pareja, a veces en pequeños grupos. Se alimenta de insectos.

## Sistemática

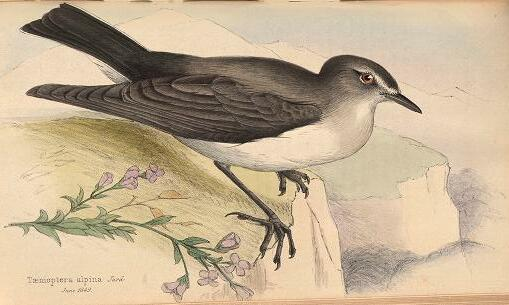
Taenioptera alpina, ilustración en Jardine Contributions to Ornithology, 1849.

### Descripción original
La especie M. alpinus fue descrita por primera vez por el naturalista británico William Jardine en 1849 bajo el nombre científico Taenioptera alpina; su localidad tipo es: «Quito, Ecuador».

### Etimología
El nombre genérico masculino «Muscisaxicola» es una combinación de los géneros Muscicapa y Saxicola, ambos del Viejo Mundo; y el nombre de la especie «alpinus», en latín significa ‘alpino’, ‘de las altas montañas’.

### Taxonomía
En el pasado fue considerada conespecífica con Muscisaxicola griseus, pero los estudios genéticos soportan la separación de las especies.

### Subespecies
Según las clasificaciones del Congreso Ornitológico Internacional (IOC) y Clements Checklist/eBird se reconocen tres subespecies, con su correspondiente distribución geográfica:
- Muscisaxicola alpinus columbianus Chapman,1912 – Andes centrales de Colombia (desde Caldas hasta Cauca).
- Muscisaxicola alpinus quesadae Meyer de Schauensee, 1942 – Andes orientales de Colombia (Boyacá, Santander y Cundinamarca);
- Muscisaxicola alpinus alpinus (Jardine, 1849) – extremo sur de Colombia (Nariño) y Ecuador (desde Carchi hasta Azuay); registros del norte de Perú al norte del río Marañón pueden corresponder a esta especie.